# Алекс де Йонг
Алекс де Йонг (нід. Alex de Jong) — нідерландський письменник-фантаст, книговидавець. Перший нідерландський лауреат нідерландської премії області літератури в стилі фентезі — Elf Fantasy Award.

## Біографія
Алекс де Йонг народився 11 листопада 1967 року у селі Коллум, провінція Фрисландія. У своїй родини він був найстаршим з чотирьох дітей. Вивчав журналістику у Кампені, працював журналістом у Девентері.
Свій перший роман, «De Raad van Zeven» (укр. «Рада семи»), де Йонг опублікував у 2003 році, у видавництві Attest Fantasy. У грудні 2004 року він обійняв посаду редактора у літературному часописі Pure Fantasy, який організовував низку літературних конкурсів. У 2005 році де Йонг видав збірку фантастичних оповідань «Saga Santorian» (укр. «Санторіанська сага»). У 2006 році його оповідання отримало премію «Спуск із повідця».
У 2007 році Алекс де Йонг заснував видавництво «Books of Fantasy», яке видало вже більше двадцяти книг різних авторів.